# Abraxas culpini
Abraxas culpini là một loài bướm đêm trong họ Geometridae.